# Für alle Fälle Brecht
Für alle Fälle Brecht ist eine Bertolt-Brecht-Anthologie in sechs themengetrennten Bänden, die 2009 im Suhrkampverlag erschien. Herausgegeben wurde sie von Albert Ostermaier.
Die einzeln erschienenen Bände im Hosentaschenformat beinhalten laut Verlagswerbung das „Beste“ von Bertolt Brecht. Dabei wurden sie von prominenten Brechtkennern neu nach thematischen Aspekten ausgewählt und gegliedert, so dass sich nunmehr jeder Band einem anderen Motiv zuwendet. 
So stellte Feridun Zaimoglu den Eröffnungsband der Reihe zum Oberthema „Verführung“ zusammen, Charles Schumann widmete sich im Folgenden dem Thema „Rausch“, Albert Ostermaier wählte Texte für eine Zusammenstellung zur „Musik“ aus, während Thea Dorn in ihrem Band dem „Verbrechen“ in Brechts Texten auf die Spur ging. Maxim Biller und Georg M. Oswald veröffentlichten zuletzt die Bände zu „Verrat“ und „Kapital“. 
Die Buchpräsentation der Reihe fand am 3. Mai 2009 im Foyer von Brechts Berliner Ensemble im Theater am Schiffbauerdamm mit Albert Ostermaier, Georg M. Oswald, Michael Lentz und Claudia Roth statt. An späteren Lesungen aus der Auswahl beteiligten sich weitere Schauspieler oder Autoren wie Udo Wachtveitl oder Friedrich Ani. Bereits sm 17. April waren die Bände auf der Empfehlungsliste zur SWR-Fernsehsendung Literatur im Foyer zu finden.

## Bibliografische Angaben
- Für alle Fälle Brecht (Albert Ostermaier, Hrsg., Bertolt Brecht), 6 Bände
  - Verführung: Auswahl von Feridun Zaimoglu, 103 Seiten. ISBN 978-3-518-46066-5
  - Rausch: Auswahl von Charles Schumann, 120 Seiten. ISBN 978-3-518-46067-2
  - Musik: Auswahl von Albert Ostermaier, 120 Seiten. ISBN 978-3-518-46068-9
  - Verbrechen: Auswahl von Thea Dorn, 109 Seiten. ISBN 978-3-518-46069-6
  - Verrat: Auswahl von Maxim Biller, 109 Seiten. ISBN 978-3-518-46070-2
  - Kapital: Auswahl von Georg M. Oswald, 110 Seiten. ISBN 978-3-518-46071-9

## Einzelbelege
1. ↑  http://www.suhrkamp.ch/veranstaltungen/lesung/fuer_alle_faelle_brecht_7852.html